# Windows Live Messenger
Der Windows Live Messenger war ein Instant-Messaging-Dienst von Microsoft und der Nachfolger des MSN Messengers. Die Software war für verschiedene Betriebssysteme erhältlich, darunter Windows, Xbox 360, Nintendo, macOS, Android und iOS. Neben dem eigenen Netzwerk unterstützte er die dienstübergreifende Kommunikation mit Nutzern des Yahoo Messengers und dem Facebook-Chat. Veröffentlicht wurde der erste Client namens „MSN Messenger“ am 22. Juli 1999. Zum 30. April 2013 wurde der Dienst eingestellt und zu Skype ausgelagert.

## Geschichte
Die ersten Versionen des MSN Messengers erlaubten noch den Austausch mit Mitgliedern des konkurrierenden AOL Instant Messengers, welches zu einem Konflikt zwischen Microsoft und AOL geführt hatte. Dies hatte zur Folge, dass AOL den Zugriff auf seinen Chat über den MSN Messenger gesperrt hatte und schließlich dazu, dass schon die Beta-Ausgabe der Version 2.0 diese Funktion entfernt hatte.
Am 6. November 2012 kündigte Microsoft an, den Windows Live Messenger zugunsten von Skype einzustellen. Nach eigenen Angaben wurde die Schließung des Dienstes seit Langem vorbereitet und soll für die Nutzer reibungslos vonstattengehen. So sollte es zum Beispiel möglich sein, sich mit den gewohnten Zugangsdaten bei Skype anzumelden – eine erneute Registrierung war also nicht erforderlich. Außerdem sollten alle Kontakte des Messengers automatisch an Skype übertragen werden. Der Dienst wurde am 30. April 2013 grundsätzlich eingestellt, im weiteren Verlauf desselben Jahres auch für „Mac-Betriebssysteme vor OSX“ (OS X 10.8) und Windows-Betriebssysteme vor Windows XP, auf welchen er weiterhin verfügbar gewesen ist, da kein Update zu Skype möglich war.
Außerdem erfolgte in China die Einstellung des Dienstes aufgrund seiner hohen Popularität erst am 31. Oktober 2014.

## Programme

### Generische Clients
Der Dienst hatte weltweit über 300 Millionen Benutzer, davon sieben Millionen in Deutschland (Stand: 6. April 2008). Mit dem Messenger war es möglich, neben dem üblichen Chatten auch Webcam-Konferenzen abzuhalten, Onlinespiele zu spielen, Dateien auszutauschen oder über das Internet zu telefonieren. Der Messenger unterstützte ab Version 2011 nur die Betriebssysteme Windows Vista und Windows 7. Die letzte Version wurde im Design von Windows 7 gestaltet. Die letzte für Windows XP verfügbare Version war Version 2009.

### Offizielle Versionen
Der MSN Messenger 5.0 konnte von Benutzern, die die Betriebssysteme Windows 95 und Windows NT 4.0 einsetzen, noch benutzt werden. Die Versionen 6.0 und 6.1 konnten nur noch unter Windows 98 und Windows Me genutzt werden. Die Version 6.2 war seit Januar 2011 nicht mehr nutzbar. Der MSN Messenger 7.0 funktioniert ab Windows 98-Windows Server 2003 R2. Der MSN Messenger 7.5 war die letzte Version vor der Namensänderung: Sie konnte nur noch durch eine Änderung der Kompatibilitätseinstellungen auf Windows 2000 ausgeführt werden.

### Bündelung des Messengers
Windows Me war das erste Betriebssystem, das mit dem MSN Messenger in seiner Version 3.0 ausgeliefert kam. Er war auch als optionale Komponente des Internet Explorers 5.5, welcher auch Teil von Windows Me war, verfügbar.
Bei Windows XP wurde die Vorversion des Messengers, der Windows Messenger, bereits mit diesem ausgeliefert. Ursprünglich in der Version 4.6, wurde er mit dem Service Pack 2 auf die Version 4.7 aktualisiert. Seit Windows Vista war der Messenger nicht mehr in das Betriebssystem integriert. Stattdessen wurde er Teil der Windows Essentials, in die auch weitere vormals integrierte Funktionen des Windows-Betriebssystems ausgelagert wurden. Zudem wurden Links zum Download des Windows Live Messengers im Startmenü hinzugefügt.

### Andere Messenger-Versionen

#### Windows Live Messenger Lite
Windows Live Messenger Lite bzw. Light war eine inoffizielle portable Version von Windows Live Messenger. Trotz des Namenszusatzes „Lite“ war die Version etwa 16 Megabyte groß. Die Lite-Version musste nicht installiert werden und speichert keine Benutzerdaten auf dem verwendeten Computer. Stattdessen wird im Ordner des Anwendungsprogramms ein Sandbox-Ordner erstellt, in dem Messengerdaten gespeichert werden. Weiterhin funktioniert sie ohne Benutzerrechte. Die portable Version war nur auf Englisch verfügbar und nicht mit Messenger Plus 2010! Live kompatibel.

#### Windows Live Messenger für KIDS
Auf der CEBIT 2009 stellte Microsoft den „Windows Live Messenger für KIDS“ vor. Dieser war speziell an die Bedürfnisse von 8- bis 12-jährigen Kindern angepasst.
Besonderheit gegenüber dem Live-Messenger waren, dass kein Versand von Dateien und Fotos möglich war und Eltern entscheiden konnten, ob ein Kontakt mit dem Kind aufgenommen werden konnte.

### Messenger for Mac
Messenger für Mac bzw. Microsoft Messenger für Mac war eine offizielle und eigenständige Version von dem Messenger für das Apple Betriebssystem macOS. Bis zur Version 7 waren Gesprächs- sowie Videochat nicht möglich. Seit März 2010 gab es eine öffentliche Betaversion, welche Gesprächs- und Videochat unterstützt.

### Mobile Nutzung
Mit dem MSN Mobile Dienst war es auch möglich, den Messenger auf Smartphones, dem Ogo und eingeschränkt über SMS-Textnachrichten zu benutzen. Entwickler wie Agile Mobile bieten mittlerweile Instant-Messaging-Programme für Handys an.

### Web-Clients
Der Messaging-Dienst konnte zusätzlich zum offiziellen Client auch über den von Microsoft zur Verfügung gestellten Webmessenger sowie die Anbieter eBuddy und Meebo über jeden modernen Webbrowser verwendet werden.

### Alternative Clients
Für viele Betriebssysteme sind auch Clients anderer Hersteller erhältlich, die allerdings von Microsoft nicht unterstützt, in der Vergangenheit wurde das Protokoll oft in einer Form verändert, die eine Anpassung dieser Clients erforderlich machte. Beispielsweise Adium ist ein für macOS erhältliches All-in-one-Chatprogramm, das auch Messenger unterstützt.

## Kritik
Mit der Nutzung von Microsoft-Diensten erlaubte man laut den „Terms of Use“ den Mitschnitt von Nachrichten und E-Mails. Auch die allgemeinen Geschäftsbedingungen (AGB) von ICQ und Skype enthalten ähnliche Klauseln.
Alternativ gab es das kostenlose Closed-Source-Verschlüsselungstool SimpLite für alle Versionen des MSN Messengers, das die Gespräche mittels AES-128-Bit-Verschlüsselung überträgt. Eine weitere Möglichkeit zur Verschlüsselung der Chats stellt Off-the-Record Messaging (OTR) dar, dessen Konzept sich besonders gut für die Absicherung dieser Kommunikationsform eignet. Die Software fordert außerdem bei einer älteren ein Update auf die aktuelle Version, andernfalls blockiert sie die Nutzung des Messengers.